# Łupany Dół

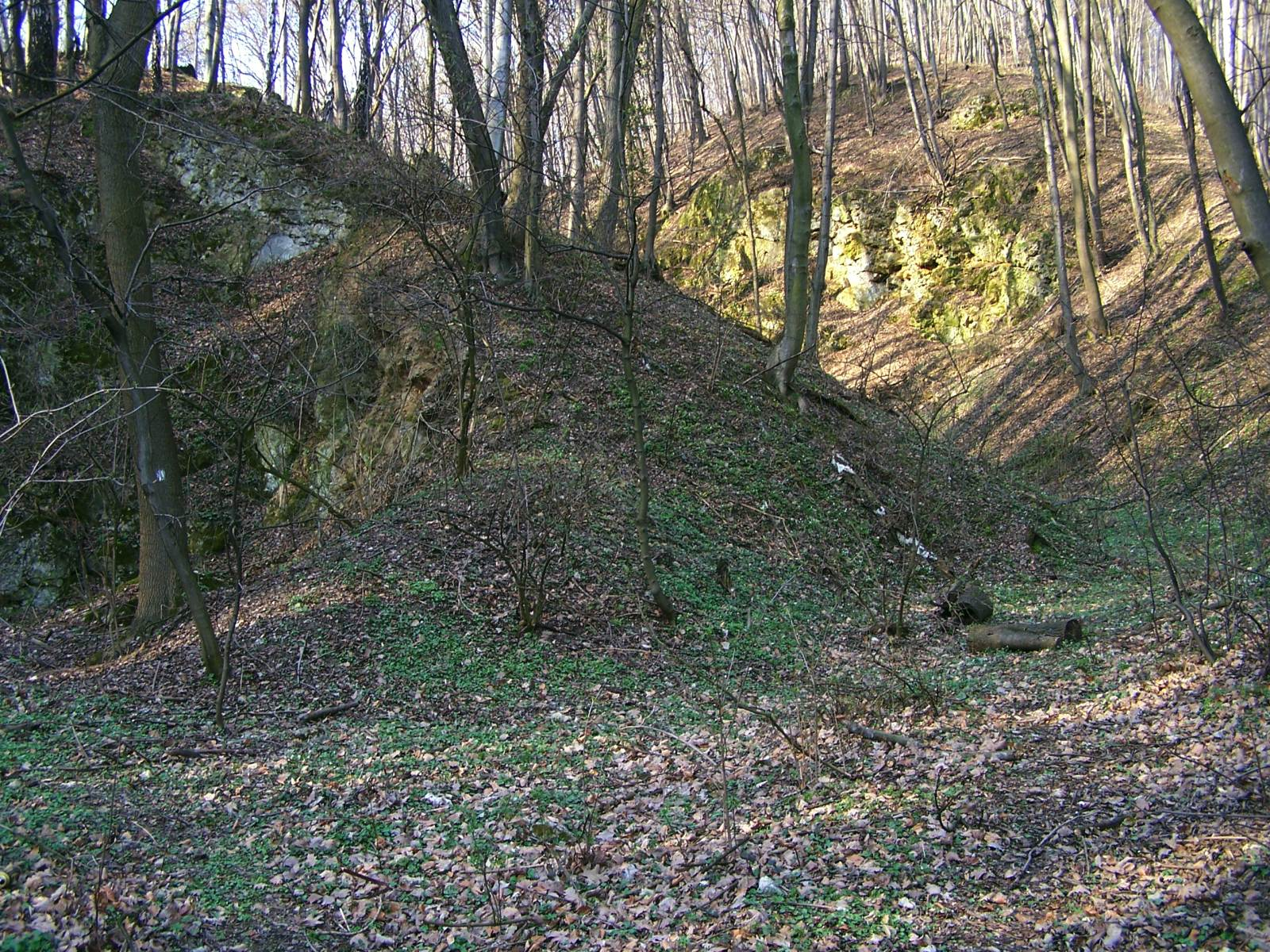

Łupany Dół – wąwóz w południowej części Lasu Wolskiego w Krakowie, wcinający się między wzniesienia Srebrnej Góry i Wzgórze Bielańskie z jednej strony, a wzgórze Pustelnika z drugiej. Administracyjnie należy do miasta Krakowa, geograficznie do Pasma Sowińca w obrębie makroregionu Bramy Krakowskiej.
Głęboko wcięty Łupany Dół ma długość około 600 m. Opada spod Bielańskiej Przełęczy w kierunku południowo-zachodnim do doliny Wisły w Przegorzałach. Porasta go las bukowy. U wylotu wąwozu, na zboczach Wzgórz Bielańskich znajduje się Rezerwat przyrody Bielańskie Skałki. Dnem wąwozu biegnie szlak turystyczny.

## Szlaki turystyczne
Przegorzały (ul. Księcia Józefa) – Łupany Dół – Polana pod Dębiną (Polana Bielańska). Odległość 800 m, suma podejść 94 m, czas przejścia 20 min, z powrotem 10 min.